# Rydzyna (gmina)
Rydzyna – gmina miejsko-wiejska w województwie wielkopolskim, w powiecie leszczyńskim. W latach 1975–1998 gmina położona była w województwie leszczyńskim.
Siedziba gminy to Rydzyna.
Według danych z 31 marca 2011 gmina liczyła 8449 mieszkańców.

## Struktura powierzchni
Według danych z roku 2002 gmina Rydzyna ma obszar 135,56 km², w tym:
- użytki rolne: 69%
- użytki leśne: 23%

Gmina stanowi 16,85% powierzchni powiatu.

## Demografia

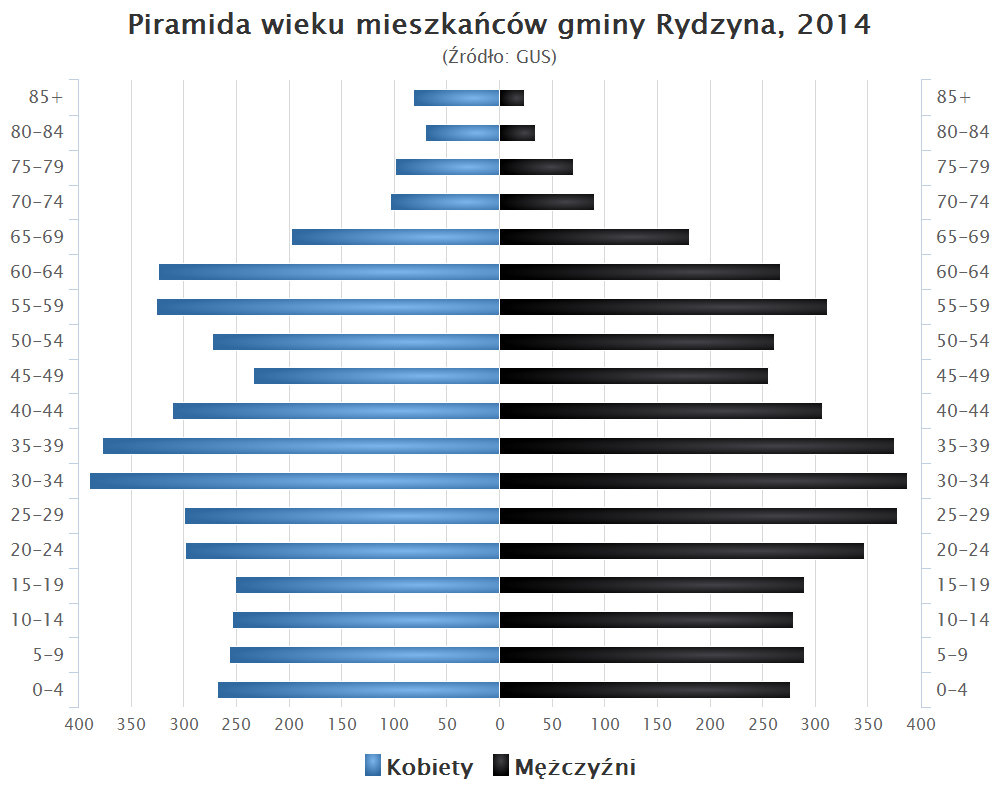
Piramida wieku mieszkańców gminy Rydzyna w 2014 roku

Dane z 30 czerwca 2004:
| Opis                              | Ogółem | Ogółem | Kobiety | Kobiety | Mężczyźni | Mężczyźni |
| --------------------------------- | ------ | ------ | ------- | ------- | --------- | --------- |
| jednostka                         | osób   | %      | osób    | %       | osób      | %         |
| populacja                         | 7906   | 100    | 3973    | 50,3    | 3933      | 49,7      |
| gęstość zaludnienia (mieszk./km²) | 58,3   | 58,3   | 29,3    | 29,3    | 29        | 29        |

## Sołectwa
Augustowo, Dąbcze, Jabłonna, Kaczkowo, Kłoda, Lasotki, Maruszewo, Moraczewo, Nowa Wieś, Nowy Świat, Pomykowo, Przybiń, Robczysko, Rojęczyn, Tarnowa Łąka, Tworzanice, Tworzanki.
Miejscowość bez statusu sołectwa: Dąbcze (osada leśna), Izbiska, Junoszyn, Robczysko (osada leśna), Rydzyna (osada).

## Sąsiednie gminy
Bojanowo, Góra, Krzemieniewo, Leszno, Osieczna, Poniec, Święciechowa